# Nino Vaccarella

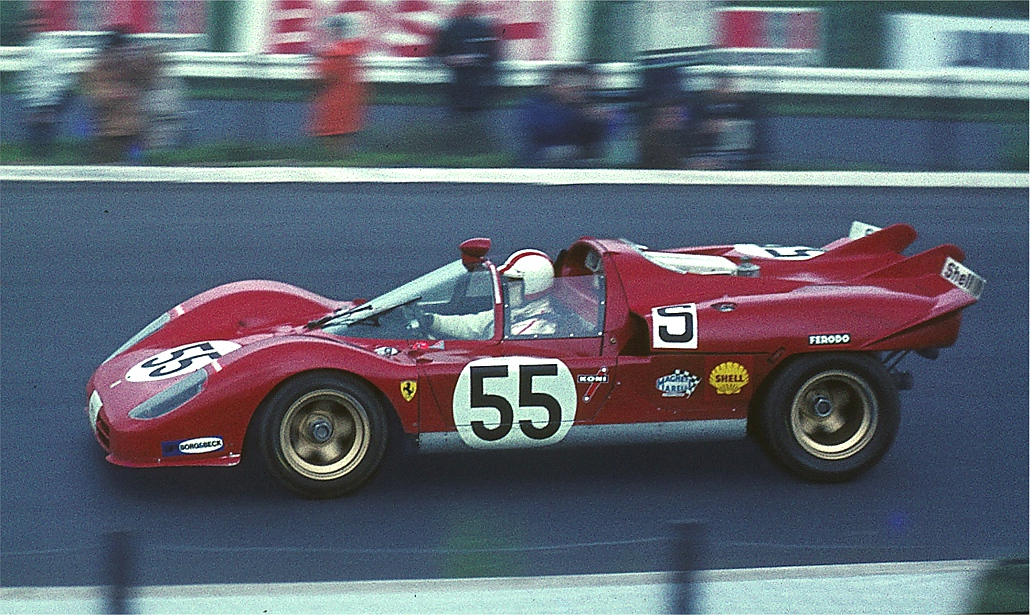
Ferrari 512 S de Vaccarella en los 1000 km de Nurburgring de 1970.

Nino Vaccarella (Palermo, 4 de marzo de 1933-Ib., 23 de septiembre de 2021) fue un piloto de automovilismo italiano, que se destacó en las carreras de resistencia. Cosechó varias victorias, entre otras: la Targa Florio en 1965, 1971 y 1975, las 24 Horas de Le Mans en 1964, las 12 Horas de Sebring de 1970 y los 1000 km de Nürburgring de 1964. 
También, participó en cuatro carreras de Fórmula 1 entre 1961 y 1965, pero sin sumar ningún punto.
Durante la mayor parte Vaccarella corrió para las marcas Alfa Romeo y Ferrari, aunque también compitió con autos Maserati, Ford, Lancia, entre otros.

## Carrera
Nino tenía el cargo de director de un instituto en su ciudad natal, pero en 1957 participó en carreras en cuesta, primero con Fiat 1100 y luego con un Lancia Aurelia 2500. En 1958 obtuvo un triunfo en el Passo di Rigano-Bellolampo con un Aurelia. Al año siguiente, con un Maserati 2000 logró victorias en la Catania-Etna, la Sassi-Superga, Monte Erice, la Carrera en cuesta al Monte Pellegrino, el Gran Premio de Pergusa. Luego en 1960, ganó las carreras del Passo della Mendola,  Monte Erice y la Colle San Rizzo. 
En 1961, debutó en Fórmula 1 al disputar el Gran Premio de Italia con un De Tomaso-OSCA de la escudería Serenissima. Por otra parte, compitió en algunas carreras de resistencia, resultando tercero en las 1000 km de París con una Ferrari 250 GT y cuarto en la Targa Florio al volante de un Maserati 2800. Al año siguiente, finalizó tercero en la Targa Florio con un Porsche RS61 Coupè.
Fue contratado por el equipo Ferrari en 1963 y finalizó segundo en las 12 Horas de Sebring. Pero, al año siguiente venció en los 1000 km de Nürburgring (junto con Ludovico Scarfiotti), las 24 Horas de Le Mans (con Jean Guichet) y la Copa Inter-Europa disputada en Monza; además fue segundo en las 12 Horas de Sebring. En 1965 logró su primera victoria en la Targa Florio contando con Lorenzo Bandini como segundo piloto, y culminó en el cuarto lugar en los 1000 km de Nürburgring y séptimo en Le Mans. En 1966 y 1967 no pudo lograr buenos resultados con el equipo Ferrari, abandonando en varias carreras, y solamente logrando un cuarto puesto en los 1000 km de Monza de 1967 como mejor resultado. Además, disputó algunas carreras para las marcas Porsche y Ford en esos años.
Entre 1968 y 1969 compitió para Alfa Romeo, donde logró una victoria en Mugello e Imola en 1968 y en Pergusa en 1969. Vaccarella regresó a Ferrari en 1970 y al volante de un Ferrari 512S ganó las 12 Horas de Sebring (junto con Ignazio Giunti y Mario Andretti) y consiguió un segundo puesto en los 1000 km de Monza, dos terceros en la Targa Florio y en los 1000 km de Nurburgring, y un cuarto en los 1000 km de Spa-Francorchamps. 
Volvió a ganar la Targa Florio en 1971, con un Alfa Romeo T33/3; en ese mismo año finalizó segundo en los 1000 km de Österreichring y quinto en Monza y en Nürburgring. En 1972, resultó tercero en Sebring y cuarto en Le Mans.
Regresó al automovilismo en 1975 pero solamente en la Targa Florio, con un Alfa Romeo 33 TT 12 y teniendo como segundo piloto a Arturo Merzario, logra su tercera victoria en el evento.
Por otro lado, disputó tres carreras de Fórmula 1 en 1962 para Serenissima y una en 1965 para la Scuderia Ferrari, logrando como mejor resultado un noveno puesto en el Gran Premio de Italia de 1962.

## Resultados

### Fórmula 1
(Clave) (negrita indica pole position) (cursiva indica vuelta rápida)

| Año     | Escudería                         | 1   | 2       | 3   | 4   | 5   | 6      | 7       | 8      | 9   | 10  | Pos. | Puntos |
| ------- | --------------------------------- | --- | ------- | --- | --- | --- | ------ | ------- | ------ | --- | --- | ---- | ------ |
| 1961    | Scuderia Serenissima              | MON | NED     | BEL | FRA | GBR | GER    | ITA Ret | USA    |     |     | NC   | 0      |
| 1962    | Scuderia SSS Republica di Venezia | NED | MON DNQ | BEL | FRA | GBR | GER 15 | ITA 9   | USA    | RSA |     | NC   | 0      |
| 1965    | Scuderia Ferrari SpA SEFAC        | RSA | MON     | BEL | FRA | GBR | NED    | GER     | ITA 12 | USA | MEX | NC   | 0      |
| Fuente: |                                   |     |         |     |     |     |        |         |        |     |     |      |        |